# فرانشيسكا سكيافوني
فرانشيسكا سكيافوني (بالإيطالية: Francesca Schiavone)‏ مواليد 23 يونيو 1980 في ميلانو، هي لاعبة كرة مضرب إيطالية بدأت مسيرتها كمحترفة سنة 1998 تلعب باليد اليمنى وتحتل حالياً المرتبة رقم. 94 (22 فبراير 2016) في تصنيف رابطة محترفات كرة المضرب. هي إحدى بطلات الجراند سلام. أعلى تصنيف لها في الفردي كان المركز الـ 4 في سنة 2011. أعلى تصنيف لها في الزوجي كان المركز الـ 8 في سنة 2007. شاركت في دورة الألعاب الأولمبية الصيفية.

## بطولات حققتها
- دورة رولان غاروس الدولية

## روابط خارجية
- فرانشيسكا سكيافوني على موقع رابطة محترفات التنس (الإنجليزية)
- فرانشيسكا سكيافوني على موقع الاتحاد الدولي لكرة المضرب (الإنجليزية)
- فرانشيسكا سكيافوني على موقع كأس بيلي جين كينغ (الإنجليزية)
- فرانشيسكا سكيافوني على موقع بطولة ويمبلدون (الإنجليزية)
- فرانشيسكا سكيافوني على موقع خلاصة التنس.كوم (الإنجليزية)
- فرانشيسكا سكيافوني على موقع إي إس بي إن.كوم (الإنجليزية)
- فرانشيسكا سكيافوني على موقع اللجنة الأولمبية الدولية (الإنجليزية)
- فرانشيسكا سكيافوني على موقع أوليمبيديا (الإنجليزية)
- فرانشيسكا سكيافوني على موقع CONI honoured athlete website (الإيطالية)

## روابط إضافية
- على موقع رابطة محترفات كرة المضرب
- A forum dedicated to Francesa Schiavone